# Денье (единица измерения)
Денье́ (сокращённо ден, фр. denier от лат. denarius) — внесистемная единица линейной плотности волокон или нитей, то есть отношение их массы к длине. 1 ден = 0,05 г/450 м (1 грамм на 9 километров или 0,00000011 кг/м). Таким образом, денье — чисто техническая характеристика толщины волокна, которая определяет плотность изделия (фактуру ткани или трикотажного полотна), зависящую от количества и качества  волокон, схемы их переплетения в  ткани или полотне. В основном применяется для чулочно-носочных изделий.
Самой популярной плотностью колгот для каждодневной носки считается 20 ден, 40 ден считается офисным стилем, а 70 — для прохладной погоды. Сверхлёгкие (или очень прозрачные) колготки, плотность которых 15, 12 и 10 ден, подходят к вечерним платьям.

## Связь с другими величинами
1 ден равен 1/9 текс. Таким образом, для перевода линейной плотности, выраженной в единицах денье ({\displaystyle D_{den}}), в линейную плотность в единицах текс ({\displaystyle D_{tex}}) используют соотношение:
{\displaystyle D_{tex}={D_{den}}/9}.